# Miguel Lillo
Miguel Lillo (São Miguel de Tucumã 27 de julho de 1862 - São Miguel de Tucumã, 4 de maio de 1931) foi um naturalista argentino.

## Biografia
Nascido na cidade de São Miguel de Tucumã, Miguel Lillo estudou no Colégio Nacional de Tucumã, porém não prosseguiu seus estudos universitários. Foi um típico autodidata que se dedicou apaixonadamente em diversos estudos científicos, em especial aqueles sobre a  natureza. 
Em 1888 publicou um interessante ensaio sobre a flora tucumana. Pouco tempo depois era ajudante e discípulo de Federico Schickendantz químico e diretor da oficina Química Municipal de Tucumã; Lillo o substituiu em tal cargo no ano de 1892; na 1905 publicou "Fauna Tucumana, Aves" fazendo conhecer suas descobertas de novas espécies; nessa época já possuía a maior coleção de aves de sua província. Em 1914 a Universidade Nacional de La Plata lhe outorgou o título de Doutor Honoris Causa; ensinou química e física no Colégio Nacional e na Escola Normal e, a partir do mesmo de 1914, assumiu uma cátedra na Universidade Nacional de Tucumã.
Em 1918 se retirou do exercício da docência, porém manteve o cargo honorário de diretor do Museu de História Natural da Universidade de Tucumã.
Em dezembro de 1930, já pouco antes de morrer, doou todos os seus bens a  Universidade Nacional de Tucumã; tais bens consistiam de um amplo terreno, uma considerável soma em dinheiro, sua extensa biblioteca, sua coleção zoológica e seu herbário constituído por mais de 20 000 exemplares com aproximadamente 6 000 espécies diferentes. Com essa doação a Universidade Nacional de Tucumã fundou em 1933 a  Fundação Miguel Lillo. Miguel Lillo faleceu na cidade de São Miguel de Tucumã em 4 de maio de 1931.

## Atividades
Miguel Lillo foi um naturalista pouco comum: sagaz e observador ao extremo; profundamente erudito e dotado de uma extraordinária vocação científica.
Especializado em botânica, foi também um bom escritor ao dedicar-se a outros ramos da ciência, em especial na química e na zoologia.
Se dedicou a pesquisa científica alternando-a com o ensino. É relevante sua contribuição ao conhecimento das árvores da Argentina e da família botânica das  Compostas. Se empenhou também na ornitologia, na linguística e na  literatura clássica, estudando ao mesmo tempo as línguas indígenas. Nomeado diretor do Museu  de História Natural da Universidade de Tucumã e membro da Comissão Nacional da flora argentina, obteve o prêmio Francisco Pascasio Moreno em 1928.
Além do importante Instituto tucumano que leva seu nome, também foi homenageado em outras cidades. A cidade de Necochea possui um extenso parque arborizado que leva seu nome.

## Livros
- Notas ornitológicas
- Sobre la determinación de la glucosa en los vinos y en los productos de la industria azucarera (escrito junto co F.Schickendatz)
- Flora de la provincia de Tucumán (1888)
- Sobre la existencia de una especie de heliocarpo en la Argentina (Tucumán y el Interior de Córdoba). (1888)
- Flores de Tucumán, herbario de M.Lillo (Para a Exposição Universal Internacional de Paris) (1889)
- Enumeración y descripción de las especies de animales indígenas con sus costumbres, daños y beneficios que ocasionan, más sus características (1889)
- El cultivo del ramio en Tucumán
- Enumeración sistemática de las aves de la provincia de Tucumán (para os Anales del Museo Nacional de Buenos Aires), (3) VIII (1902)
- Fauna Tucumana. Aves Revista de Letras y Ciencias Sociales, Tucumã (1905)
- Contribución al conocimiento de los árboles de la República Argentina (1910)
- Descripción de plantas nuevas pertenecientes a la Flora Argentina (Ilex prunus, Blepharocalyx) Anales de la Sociedad Científica Argentina, LXXII (1911)
- Description de deux nouvelles espèces d'oiseaux de la République Argentina (Descrição de duas novas espécies de pássaros da República Argentina) -escrito junto com Roberto Dabbene-, Anales del Museo Nacional de Historia Natural, Buenos Aires, t.XXIV (1913)
- Las Asclepidáceas de la República Argentina Revista de Estudios Universitarios, Tucumã (1924)
- Un cambio curioso de sexualidad Ed.Darwiniana (1924)